# Mun Sung-hak
Mun Sung-hak, international bekannt als Sung-Hak „Tom“ Mun, (* 28. Juli 1990) ist ein südkoreanischer Rennfahrer. 2011 trat er in der Formel 2 an.

## Karriere
Nachdem Mun seine Motorsportkarriere im Kartsport begonnen hatte, wechselte er 2007 in den Formelsport. Er trat in der BARC Formel Renault an und wurde mit einem dritten Platz als bestes Resultat Neunter in der Meisterschaft. Anschließend nahm er an der Wintermeisterschaft der britischen Formel Renault teil und beendete die Saison auf dem 18. Gesamtrang. 2008 bestritt er auch die reguläre Meisterschaft der britischen Formel Renault und schloss die Gesamtwertung auf dem 21. Platz ab. Anschließend nahm er erneut an der Wintermeisterschaft, in der er 20. wurde, teil. Nachdem er 2009 in keiner Rennserie gestartet war, kehrte er 2010 nach Asien zurück und trat zur pazifischen Formel BMW für E-Rain Racing an. Während sein Teamkollege mit Jordan Oon mit zwei Siegen den dritten Gesamtrang belegte, schloss Mun die Saison mit einem dritten Platz als bestes Resultat auf dem zehnten Platz in der Fahrerwertung ab.
2011 ging Mun in der FIA-Formel-2-Meisterschaft an den Start. Er blieb ohne Punkte.

## Karrierestationen
| - 2007: BARC Formel Renault (Platz 9) - 2007: Britische Formel Renault, Winterserie (Platz 18) | - 2008: Britische Formel Renault (Platz 21) - 2008: Britische Formel Renault, Winterserie (Platz 20) | - 2010: Pazifische Formel BMW (Platz 10) - 2011: Formel 2 |